# Batillipes acuticauda
Espèce
Batillipes acuticauda est une espèce de tardigrades de la famille des Batillipedidae. 

## Distribution
Cette espèce est endémique de la province de Buenos Aires en Argentine. Elle a été découverte sur la plage à Monte Hermoso dans l'océan Atlantique.

## Publication originale
- Menechella, Bulnes & Cazzaniga, 2015 : A new Batillipedidae (Tardigrada, Arthrotardigrada) from Argentina. Zootaxa, no 4032(3), p. 339-344.